# 勁爆美國職籃10
《NBA Live 10》是EA Sports在2009年8月根據NBA球員的真實數據製作的一款籃球遊戲。与上代作品《NBA Live 09》一样，《NBA Live 10》没有发行PC版本。同时，《NBA Live 10》也是NBA Live系列的最后一代游戏，它将被NBA Elite所取代。
《NBA Live 10》包含NBA联盟的30支俱乐部球队和以下各支FIBA国家篮球队。
| 安哥拉 | 義大利     |
| 阿根廷 | 日本       |
|        | 立陶宛     |
| 巴西   | 墨西哥     |
| 加拿大 | 新西兰     |
| 中國   | 波多黎各   |
|        | 俄羅斯     |
| 英國   | 塞爾維亞   |
| 法國   | 斯洛維尼亞 |
| 德国   | 西班牙     |
| 希腊   | 土耳其     |
| 伊朗   | 美国       |